# Кувыкин, Степан Иванович
Степа́н Ива́нович Кувы́кин (1903—1974) — советский государственный и промышленный деятель, нефтяник. Герой Социалистического Труда. Лауреат двух Сталинских премий первой степени (1946, 1950).

## Биография
Родился 25 октября (7 ноября) 1903 года в селе Алай (ныне — Балтайский район, Саратовская область) в крестьянской семье.
Окончив сельскую школу (первой ступени в с. Алай, второй — в с. Балтай), с 1921 до 1925 года занимался вместе с отцом крестьянским трудом.
В 1925 году был призван в ряды РККА, окончил дивизионную школу в Слуцке (БССР, 1926), затем — политшколу второй ступени. Служил в Баку политруком роты. Демобилизован в октябре 1927 года; в том же году вступил в ВКП(б).
С 1927 года работал в структурах треста «Азнефть»: рабочим буровой партии, затем помощником бурильщика, бурильщиком. С 1929 года — техник-распорядитель, с 1931 года — начальник отдела оборудования, затем — директор «Завода им. 1 Мая». В 1931 году окончил Бакинский нефтяной техникум. В 1932 году поступил в АзНИ, но через некоторое время оставил учёбу.
В 1933—1935 годах — начальник отдела мобилизации ресурсов треста; одновременно руководил строительством трубнонарезного завода. В 1935 году окончил годичные курсы повышения квалификации руководящего состава нефтетреста. В 1935—1938 годы — директор трубнонарезного завода объединения «Азнефть».
В июле 1938 года переведён в Куйбышев на должность начальника производственно-распорядительного отдела объединения «Востокнефть»; в 1941—1942 годы — управляющий трестом «Бугурусланнефть».
С апреля 1942 года работал в Башкирской АССР: начальник «Башнефтекомбината», в который входили тогда нефтепромыслы и перерабатывающие заводы, с 1 января 1945 по 1957 год — начальник объединения «Башнефть». В 1947 году окончил заочное отделение Московского нефтяного института имени И. М. Губкина, дипломный проект написал по организации разведки и разработки девона Туймазинского месторождения.
За годы руководства С. И. Кувыкиным объединением «Башнефть» Башкирия стала одним из важнейших районов нефтедобычи в стране: годовая добыча нефти в Башкирии за 1940—1963 годы увеличилась более чем в 26 раз и достигла 38,44 млн т (21,68 % от объёма нефти, добытой в стране в этот период).
В 1957—1958 годы — начальник Управления нефтедобывающей промышленности, первый заместитель Председателя Совнархоза Башкирского экономического административного района. С 1958 по 25 декабря 1962 года — Председатель Совнархоза Башкирского экономического административного района.
С января 1963 года — Первый заместитель Председателя Совета Народного хозяйства РСФСР, с 1965 по 1970 год — заместитель МНП СССР. В 1966—1967 годы под его руководством были разработаны нормы расхода материально-технических ресурсов, что позволило прогнозировать потребность в ресурсах как по отдельным нефтяным объединениям, так и в целом по министерству.
Депутат Верховного Совета РСФСР 2-го созыва (от Башкирской АССР; 1947—1951); депутат (от Башкирской АССР) Совета Союза Верховного Совета СССР 3-го (1950—1954) и 4-го (1954—1958) созывов, депутат (от Башкирской АССР) Совета Национальностей Верховного Совета СССР 5-го созыва (1958—1962).
Неоднократно избирался в состав Башкирского обкома КПСС. Делегат XIX, XX и XXI съездов КПСС.
С 1970 года — персональный пенсионер союзного значения. Работал старшим научным сотрудником Лаборатории по изучению и обобщению зарубежного опыта нефтедобычи Московского института нефтехимической и газовой промышленности имени И. М. Губкина. Умер от лейкоза 16 сентября 1974 года. Похоронен в Москве на Новодевичьем кладбище.

## Научная деятельность
В 1956 году в МНИ защитил кандидатскую диссертацию «Рациональный метод разведки бурением скважин малого диаметра (На примере Башкирии)».
Один из авторов-конструкторов буровой установки «Уфимец», широко использовавшейся в 1950-е годы для ускоренной нефтеразведки скважинами малого диаметра. Автор 60 научных работ.

## Награды и премии
- три ордена Ленина (1942, 1953, 1965)
- три ордена Трудового Красного Знамени (1944, 1945, 1957)
- Сталинская премия первой степени (1946) — за открытие месторождений девонской нефти в восточных районах СССР
- Сталинская премия первой степени (1950) — за разработку и освоение законтурного заводнения Туймазинского нефтяного месторождения, значительно повысившего его нефтеотдачу
- Герой Социалистического Труда (8.5.1948) — за умелое руководство нефтяной отраслью Башкирии и выдающийся вклад в строительстве нефтепровода Туймазы−Уфа
- заслуженный деятель науки и техники Башкирской АССР (1957)
- Почётный нефтяник (1957)
- орден «Знак Почёта» (1973)
- медаль «За доблестный труд в Великой Отечественной войне 1941—1945 гг.»
- медаль «За освоение целинных земель»

## Память
- Гранитный памятник на могиле С. И. Кувыкина изготовлен и доставлен из Башкирии[2].
- Имя С. И. Кувыкина носят:
  - улицы в Уфе (бывшая Нефтепроводная в Кировском районе), в Октябрьском (Башкирия), в Нефтекамске (переулок);
  - нефтяной колледж в Октябрьском (Башкирия)[2].
- В Уфе на здании по улице Пушкина, 95, где раньше размещалось объединение «Башнефть» и работал С. И. Кувыкин, установлена мемориальная доска[14].